# 茲懷
茲懷（Ziway 或 Zway）是埃塞俄比亞中部位於奧羅米亞州境內阿迪斯阿貝巴和內羅比的道路途中的小鎮，座標7°56′N 38°43′E / 7.933°N 38.717°E，海拔1,643米，毗鄰茲懷湖，鎮中有監獄和氫氧化鈉工廠。
茲懷居民主要從事捕魚和園藝工作。根據埃塞俄比亞中央統計局2005年的資料，茲懷人口約35,931，其中男性19,034人，女性16,897人。